# Umkehrpotential
Umkehrpotential bezeichnet in der Physiologie allgemein diejenige Spannung, bei der der elektrische Strom über eine Membran die Stärke null hat. Die Bezeichnung ergibt sich aus Experimenten, bei denen eine von außen angelegte Spannung variiert wird, um diejenige Spannung zu finden, bei der der Strom seine Richtung ändert. Je nach Kontext kann das Umkehrpotential identisch sein mit:
- einem natürlichen Membranpotential
  - Bei Untersuchungen einzelner Ionenkanäle (Patch-Clamp-Technik) charakterisiert das Umkehrpotential die Permeabilitätseigenschaften des Kanals.
- dem Gleichgewichtspotential nach Nernst, sofern nur eine Ionensorte vorhanden ist oder betrachtet wird.